# 拉费里耶尔欧杜瓦延
拉费里耶尔-欧杜瓦延（法語：La Ferrière-au-Doyen，法語發音：[la fɛʁjɛʁ o dwajɛ̃]）是法国奥恩省的一个市镇，属于莫尔塔涅欧佩什区。

## 地理
拉费里耶尔-欧杜瓦延（48°39'50"N, 0°29'56"E）面积22.47 平方千米，位于法国诺曼底大区奧恩省，该省份为法国西北部内陆省份，北起顺时针与卡爾瓦多斯省、厄尔省、厄尔-卢瓦省、萨尔特省、马耶讷省和芒什省接壤。
与拉费里耶尔-欧杜瓦延接壤的市镇（或旧市镇、城区）包括：欧盖斯、博讷富瓦、邦穆兰、马埃吕、勒梅尼勒贝拉尔、穆兰拉马什、圣阿基兰-德科尔比永、圣戈比日-圣科隆布、莱萨斯普尔。
拉费里耶尔-欧杜瓦延的时区为UTC+01:00、UTC+02:00（夏令时）。

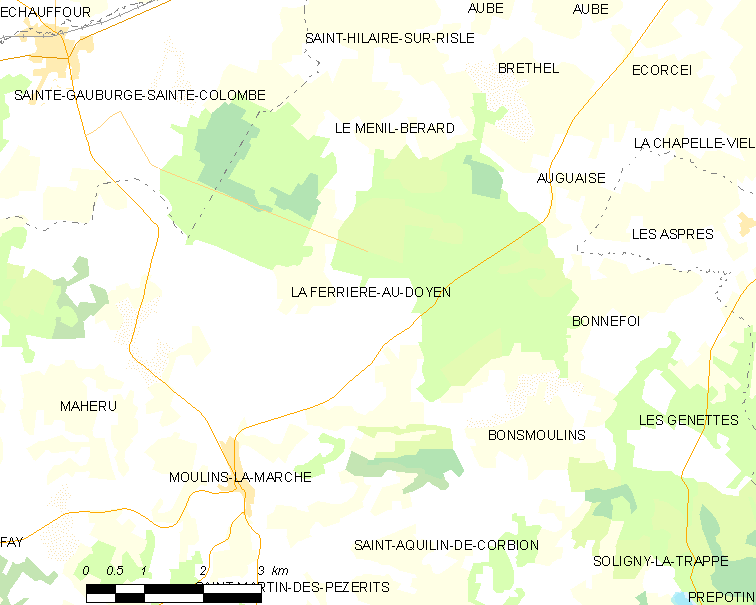
拉费里耶尔-欧杜瓦延的OSM定位图

## 行政
拉费里耶尔-欧杜瓦延的邮政编码为61380，INSEE市镇编码为61162。

## 政治
拉费里耶尔-欧杜瓦延所属的省级选区为图鲁夫尔欧佩什县。

## 人口

1962-2008年间拉费里耶尔-欧杜瓦延人口变化图示

拉费里耶尔-欧杜瓦延于2022年1月1日时的人口数量为156人。